# ブルック級ミサイルフリゲート
ブルック級ミサイルフリゲート（ブルックきゅうミサイルフリゲート、英語: Brooke-class guided missile frigates） は、アメリカ海軍のミサイル・フリゲートの艦級。ガーシア級を元にして、後部の5インチ砲（52番砲）のかわりにターター・システムを搭載して改設計したものであり、1962・3年度で6隻が建造された。基本計画番号はSCB-199B。
当初はミサイル航洋護衛艦（DEG）として類別されていたが、1975年の類別変更に伴ってミサイル・フリゲート（FFG）に再類別された。

## 来歴
アメリカ海軍では、1956年12月に大西洋艦隊駆逐艦部隊（DesLant）司令官ジョン・ダニエル少将が提唱したように、かなり早期から航洋護衛艦（DE）をミサイル艦とすることについて議論されてきた。基本計画審議委員会（SCB）でも、1959年8月頃より、最大限の対潜戦能力と一定程度の対空・対水上戦能力を備えた駆逐艦についての検討が着手されていた。一方、通常の航洋護衛艦（DE）としては、まず戦後第2世代DEの嚆矢として1960年度でブロンシュタイン級（SCB-199型）が建造されており、1961年度では、高速化を図るなどした発展型が建造される予定となっていた。
1960年3月、艦船局（BuShips）局長ジェイムズ少将は、1962年度で、この発展型を元にしたミサイル護衛艦（DEG）を建造するよう提言した。そして同年10月の基本計画審議委員会（SCB）において、砲装型DEとミサイル型DEGの建造が発表された。このDEGとして建造されたのが本級である。一方、砲装型DEとして建造されたのがガーシア級（SCB-199A型）であり、まず1961年度からガーシア級が、続いて1962年度より本級の建造が開始された。

## 設計
上記の経緯より、本級の基本設計はガーシア級と同一であり、マック構造を備えた遮浪甲板型とされた。また同級より導入された過給水管ボイラーも踏襲されており、蒸気性状は主力戦闘艦並みの圧力1,200 lbf/in2 (84 kgf/cm2)・温度510 °C (950 °F)であった。電源も同構成で、タービン主発電機（出力500キロワット）2基とディーゼル非常発電機（出力500キロワット）2基が搭載された。

## 装備
本級は、基本的にガーシア級をもとにして、一部の装備をバーターとしてターター・システムを搭載した構成となっている。

### センサー

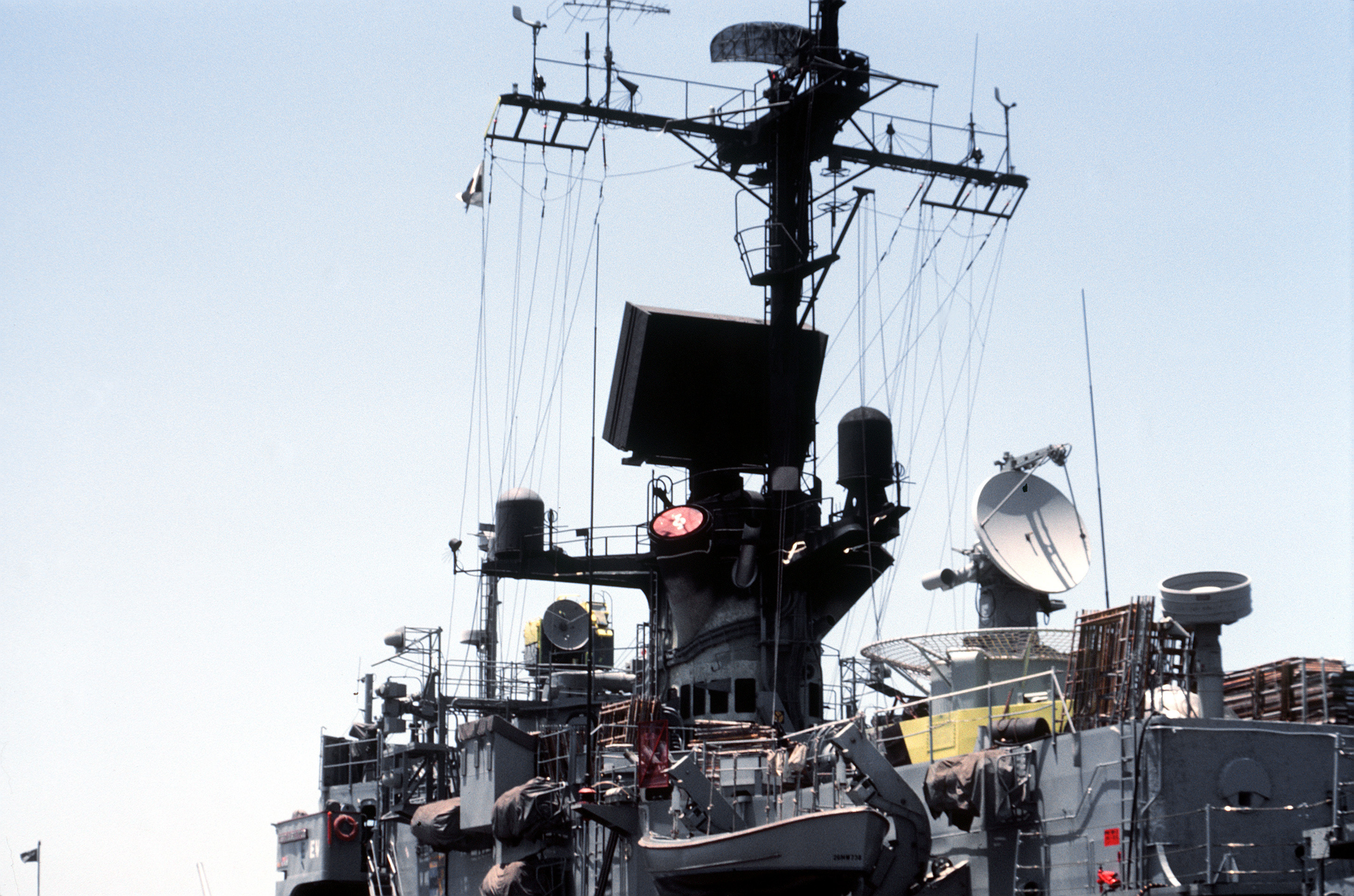
SPS-10対水上、SPS-52 3次元レーダー、SPG-51射撃指揮用

ガーシア級ではマック上に2次元式のAN/SPS-40対空捜索レーダーを搭載していたのに対し、本級では3次元式のAN/SPS-39に変更された。また竣工後まもなく、発展型のAN/SPS-52に更新された。
その他のセンサはガーシア級の構成を踏襲しており、対水上捜索レーダーとしてはAN/SPS-10を搭載した。探信儀はバウ・ドームに収容されており、62年度計画艦ではAN/SQS-26AXRが、63年度計画艦ではAN/SQS-26BXが搭載された。
電子戦装置としては、当初はAN/WLR-1電波探知装置およびAN/WLR-3レーダー警報受信機、AN/ULQ-6電波妨害装置が搭載されていたが、後にAN/SLQ-32(V)2電波探知装置に換装された。

### 武器システム
中央の上部構造物上には、ガーシア級の52番砲にかえて、Mk.22 単装ミサイル発射機が搭載された。これは59年度計画DDGから装備化されたMk.13 単装ミサイル発射機の軽量化版であり、弾庫容量を40発から16発に削減している。艦対空ミサイルとしては、当初はターターを搭載していたが、後にSM-1MRに更新した。
マック直後にはMk.74 mod.2 ミサイル射撃指揮装置（GMFCS）が設置された。同世代のDDGでは2基を搭載した上に砲射撃指揮装置（GFCS）にもミサイル誘導機能が付加されており、同時に3個の目標と交戦できたのに対し、本級ではGMFCS 1基のみの搭載であり、同時に1個の目標としか交戦できない。なおGMFCSはのちにmod.6に更新されたほか、これと連接される武器管制システムとしてはWDS Mk.4が搭載された。
艦砲は、ガーシア級から52番砲を省いた構成となっており、船首甲板に38口径127mm単装砲（Mk.30 5インチ砲）を搭載して、艦橋構造物上のMk.56 砲射撃指揮装置（GFCS）により管制した。また「タルボット」は、オリバー・ハザード・ペリー級の新しい艦砲システムの試験艦となり、1974年8月には艦砲を62口径76mm単装速射砲（Mk.75 3インチ砲）に、またGFCSをMk.92に換装した。ただし試験終了後、これらの装備は従前に復された。
対潜兵器はガーシア級と同構成であり、艦橋直前にはアスロック対潜ミサイルのMk.112 8連装発射機が搭載された。また62年度艦では人力での再装填とされて、艦橋構造物前面に折りたたみ式のクレーンが設置されていたのに対し、63年度艦では機力による次発装填装置が搭載され、発射機が艦橋構造物に近づけられているのも同級と同様である。魚雷としては、両舷には短距離用の324mm3連装短魚雷発射管（Mk.32）が搭載されたほか、多くの艦では、船尾にも長距離用の533mm連装魚雷発射管（Mk.24/25）が設置された。ただしMk.48魚雷の水上艦発射版の計画中止に伴い、533mm魚雷発射管は後日撤去された。これらを管制する水中攻撃指揮装置（UBFCS）としては、Mk.114が搭載された。

### 艦載機
設計段階ではQH-50 DASHの搭載が予定されており、船尾甲板をヘリコプター甲板として、その直前にはDASHの無人航空機2機またはHUL連絡ヘリコプター1機を収容できる格納庫が設置されていた。しかしDASHは1960年代末に運用停止となったことから、実際の運用は行われなかった。
その後、1972年から1975年にかけて、LAMPS Mk.Iの運用に対応する改修を受けた。これに伴い、SH-2Fヘリコプターを収容できるよう、伸縮式の格納庫が設置された。

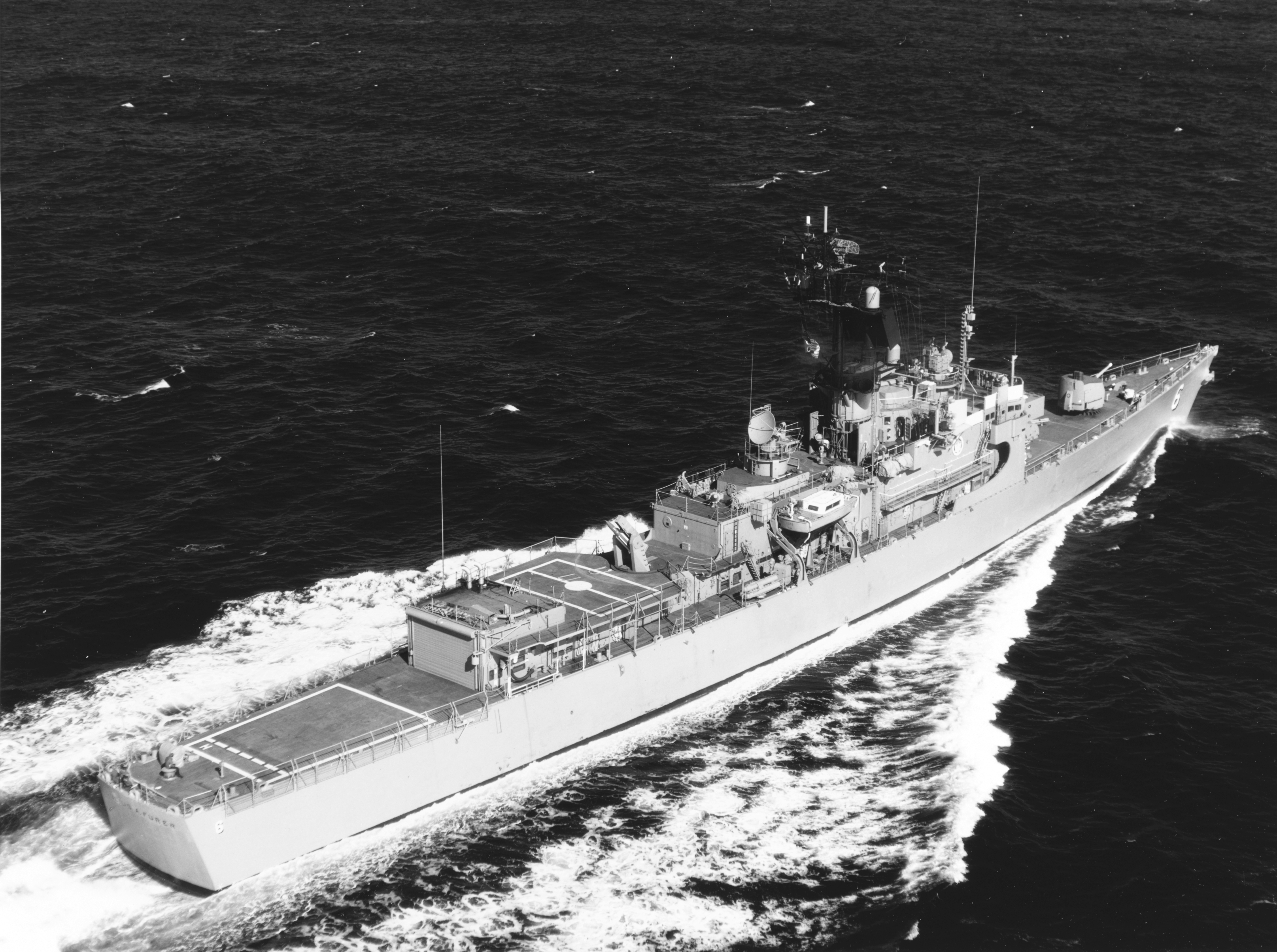
DASH用の航空艤装
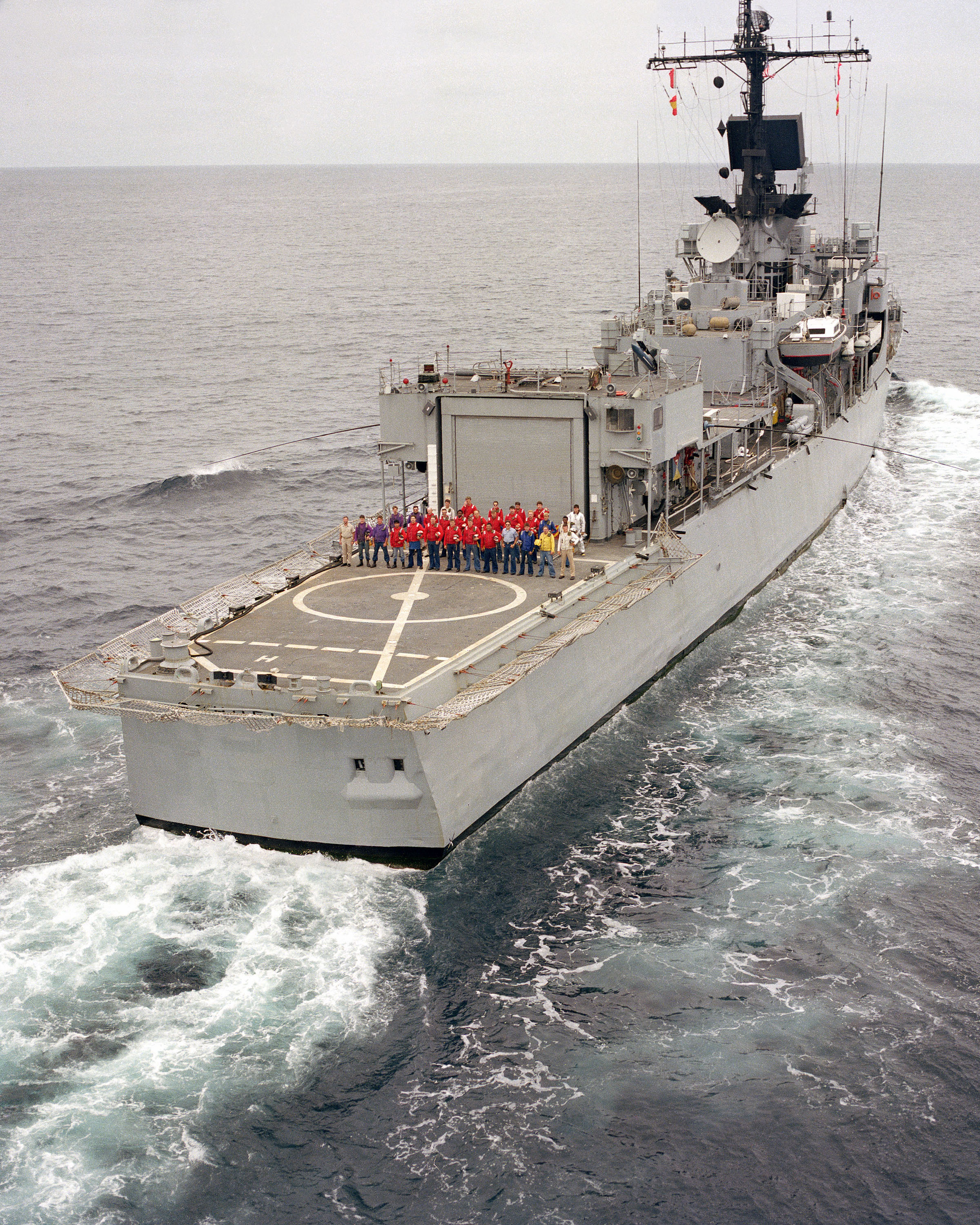
LAMPS対応改修後の航空艤装

## 同型艦
当初計画では、1964年度で10隻、その後の会計年度で更に3隻の建造が予定されていたが、通常のDEと比して建造費が高いわりにはDDGと比して性能に劣る点が問題視され、1963年1月、ロバート・マクナマラ国防長官は以後の追加建造中止を決定した。
| アメリカ海軍 | アメリカ海軍  | アメリカ海軍                                  | アメリカ海軍    | アメリカ海軍    | アメリカ海軍    | アメリカ海軍   | パキスタン海軍 | パキスタン海軍       | パキスタン海軍 | パキスタン海軍 |
| 会計年度     | #             | 艦名                                          | 起工            | 進水            | 就役            | 退役           | #              | 艦名                 | 再就役         | 返還           |
| ------------ | ------------- | --------------------------------------------- | --------------- | --------------- | --------------- | -------------- | -------------- | -------------------- | -------------- | -------------- |
| 1962年       | DEG-1 → FFG-1 | ブルック USS Brooke                           | 1962年 12月19日 | 1963年 7月19日  | 1966年 3月12日  | 1988年 9月16日 | D-162          | カイバル PNS Khaibar | 1989年 2月1日  | 1994年 1月     |
| 1962年       | DEG-2 → FFG-2 | ラムゼー USS Ramsey                           | 1963年 2月4日   | 1963年 10月15日 | 1967年 6月3日   | 1988年 9月1日  | 貸与されず     | 貸与されず           | 貸与されず     | 貸与されず     |
| 1962年       | DEG-3 → FFG-3 | スコフィールド USS Schofield                  | 1963年 4月15日  | 1963年 12月7日  | 1968年 5月11日  | 1988年 9月8日  | 貸与されず     | 貸与されず           | 貸与されず     | 貸与されず     |
| 1963年       | DEG-4 → FFG-4 | タルボット USS Talbot                         | 1964年 5月4日   | 1966年 1月6日   | 1967年 4月22日  | 1988年 9月30日 | D-164          | フナイン PNS Hunain  | 1989年 4月     | 1993年 12月    |
| 1963年       | DEG-5 → FFG-5 | リチャード・L・ペイジ USS Richard L. Page     | 1965年 1月4日   | 1966年 4月4日   | 1967年 8月5日   | 1988年 9月30日 | D-163          | タブーク PNS Tabuk   | 1989年 3月     | 1994年 1月     |
| 1963年       | DEG-6 → FFG-6 | ジュリアス・A・フューアー USS Julius A. Furer | 1965年 7月12日  | 1966年 7月22日  | 1967年 11月11日 | 1989年 1月31日 | D-161          | バドル PNS Badr      | 1989年 1月     | 1995年 12月    |